# Холмецкий Хутор
Холмецкий Хутор — село в Брасовском районе Брянской области, в составе Крупецкого сельского поселения. 
 Расположено в 4 км к западу от деревни Крупец, на автодороге Локоть—Суземка. Население — 38 человек (2010).

## История
Впервые упоминается во второй половине XVIII века в составе Брасовского стана Севского уезда; в 1778—1782 гг. входило в Луганский уезд, затем вновь в Севском уезде (до 1929). Бывшее владение Апраксиных, устроивших здесь крупный винокуренный завод.
В 1779 году был сооружен храм Святого Макария (не сохранился) взамен ветхого храма в селе Крупец, после чего прежнее село Крупец стало называться деревней, а Холмецкий Хутор — селом Крупец (название использовалось до начала XX века); по этой причине сведения по этим двум населённым пунктам часто бывают спутаны.
С 1861 года — в составе Крупецкой волости Севского уезда, с 1924 в Брасовской волости), с 1929 года в Брасовском районе. До 1930-х гг. — центр Холмецкого сельсовета.
| Годы      | 1866 | 1897 | 1926 | 1979 | 1989 | 2002 | 2010 |
| --------- | ---- | ---- | ---- | ---- | ---- | ---- | ---- |
| Население | 480  | 564  | 801  | 156  | 64   | 58   | 38   |

## Достопримечательности
- Святой источник Космы и Дамиана с оборудованной купелью и часовней, традиционно посещаемый новобрачными Брасовского района.
- Большой пруд на ручье «Нижний» (прежнее название этого ручья — Холмечь, от чего происходит название села и другие местные топонимы).